# Uraganul Irma
Urganul Irma a fost un ciclon tropical apărut deasupra Atlanticului în septembrie 2017, cel mai intens din anteriorii 10 ani. A ajuns la coasta Floridei ca uragan de categoria 3. În total, în toate țările lovite, uraganul a produs pagube de peste 30 de miliarde de dolari.